# Самчики
Самчики (укр. Самчики) — село в Хмельницком районе Хмельницкой области Украины.
Население по переписи 2001 года составляло 1682 человек. Почтовый индекс — 31182. Телефонный код — 3854. Занимает площадь 4,577 км². Код КОАТУУ — 6824287101.

## Государственный историко-культурный заповедник «Самчики»
Усадьбу начал обустраивать Ян Хоецкий в начале XVIII в. С тех времён сохранился так называемый Старый дворец (1725). Следующим владельцем был полковник Пётр Чечель (1754—1843), гайсинский староста. После поражения польского восстания 1863 г. имение Чечелей было конфисковано царским правительством и продана с молотка. Владельцем усадьбы стал Иван Угримов, а через 34 года — киевский издатель Михаил Шестаков (1856—1926).
Господский дом (дворец) одноэтажный, в стиле позднего классицизма (ампира), построенный по проекту польского архитектора Якуба Кубицкого.
Уникален для Украины интерьер барского дома в стиле японизм (драконы, цветы и птицы, гейша с зонтиком, стилизации иероглифических надписей).
Пейзажный парк в усадьбе создал известный на землях Украины (тогда в составе Российской империи) садовник Дионис Миклер (1762—1853), основатель старейшего среди ботанических садов Украины в городе Кременец. Парк занимает территорию около 18 гектаров.
Парк в кон. ХІХ ст. изучал выдающийся учёный-ботаник И. Ф. Шмальгаузен (1849—1894), оставив описание растительности парка в своей работе «Флора Юго-Западной России».
С 1990-х годов в усадьбе находится «Государственный историко-культурный заповедник „Самчики“».
Во всеукраинском конкурсе «Семь чудес Украины» в 2007 году усадьба Самчики была номинантом от Хмельницкой области.

## Местная власть
31100, Хмельницкая обл., Хмельницкий р-н, г. Староконстантинов

## Галерея

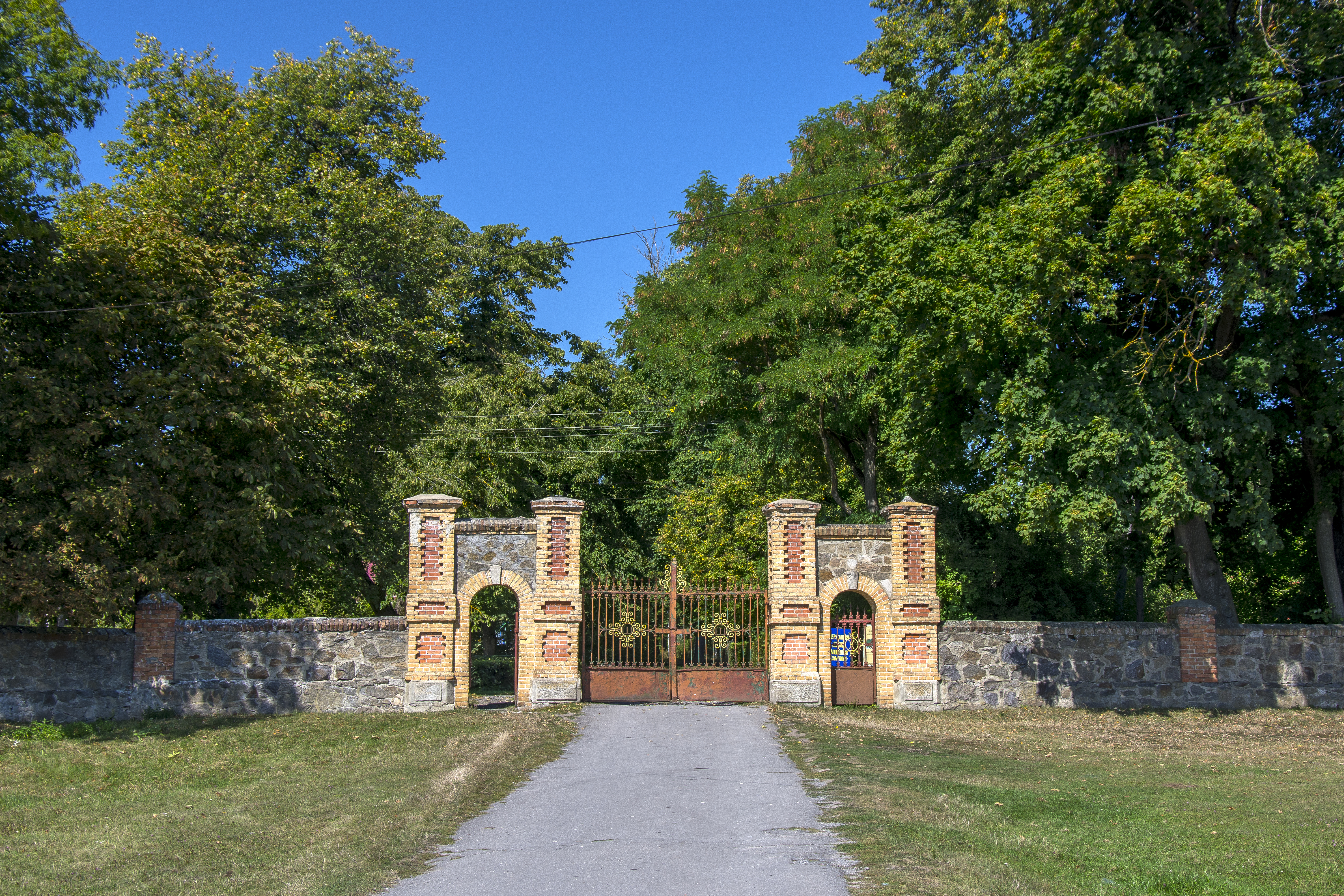
Вход в усадьбу
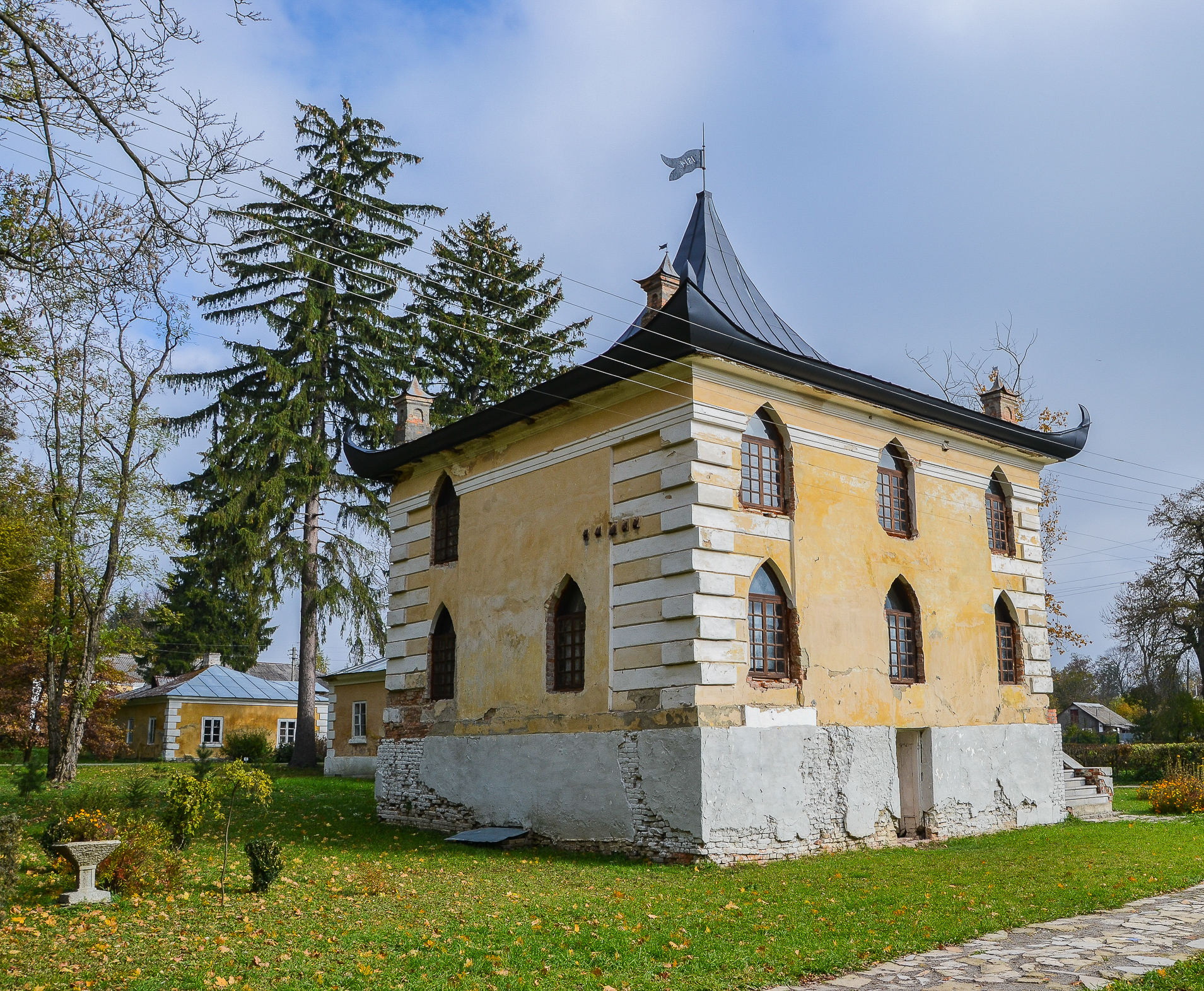
Китайский домик
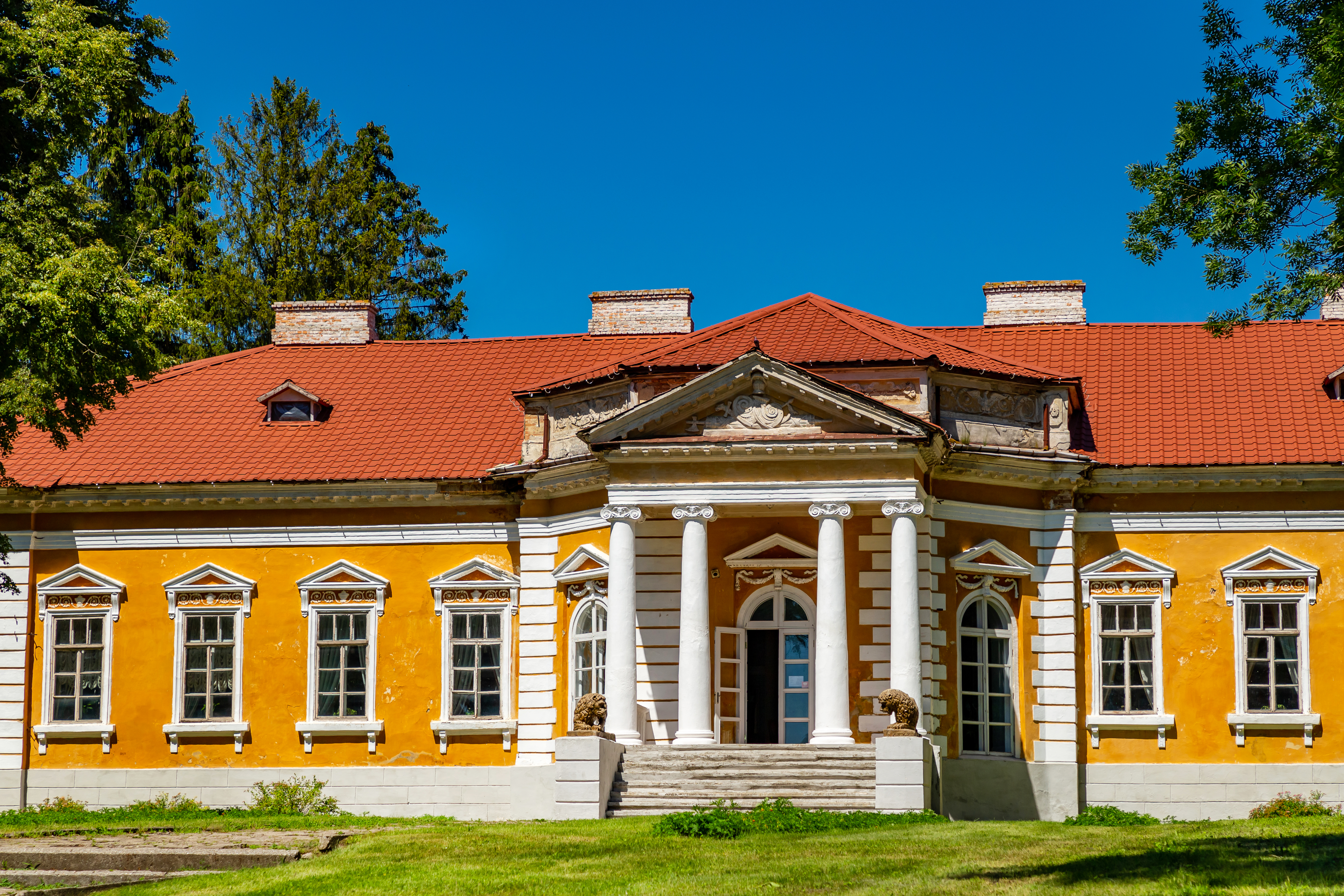
Дворец усадьбы
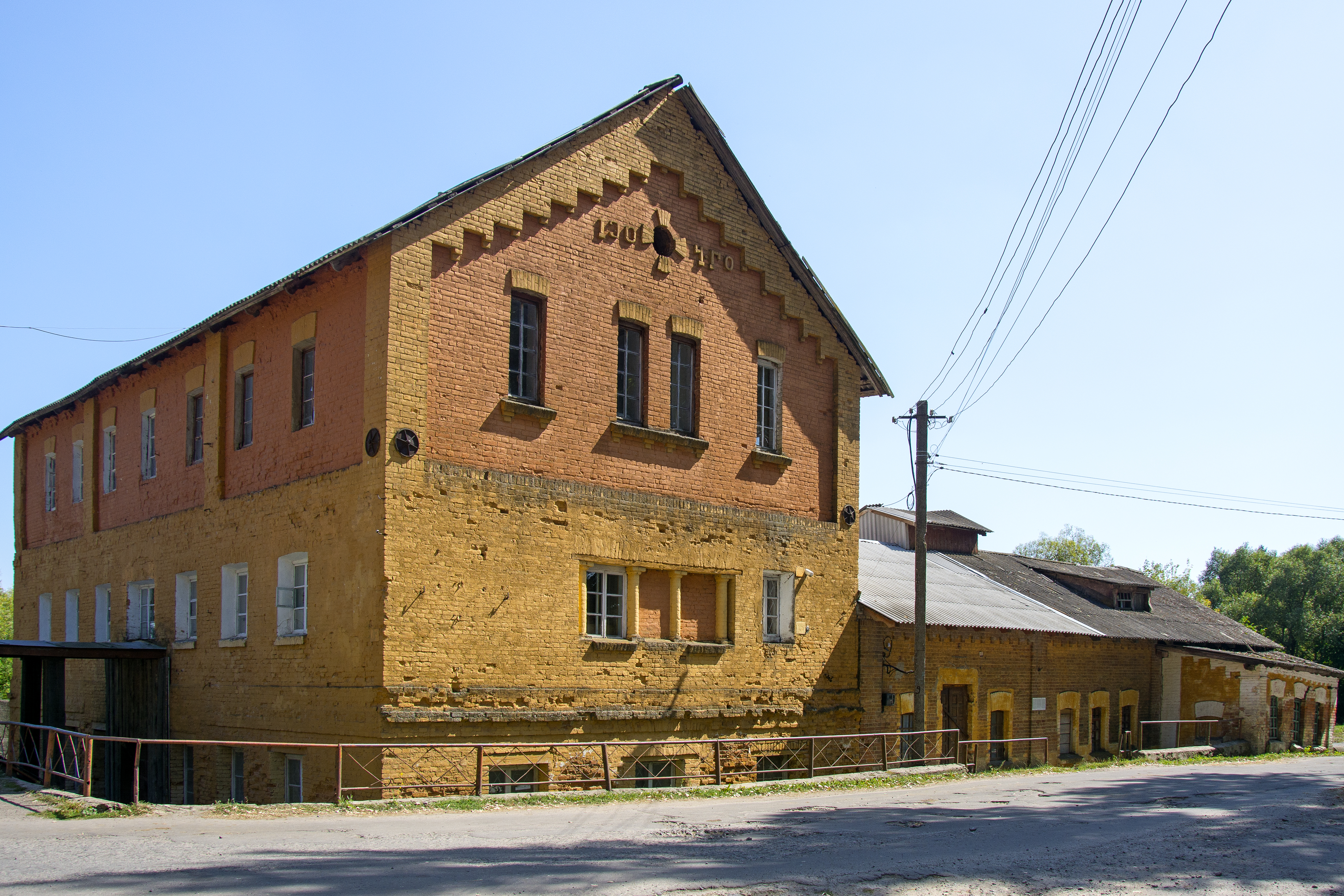
Водяная мельница XIX ст.
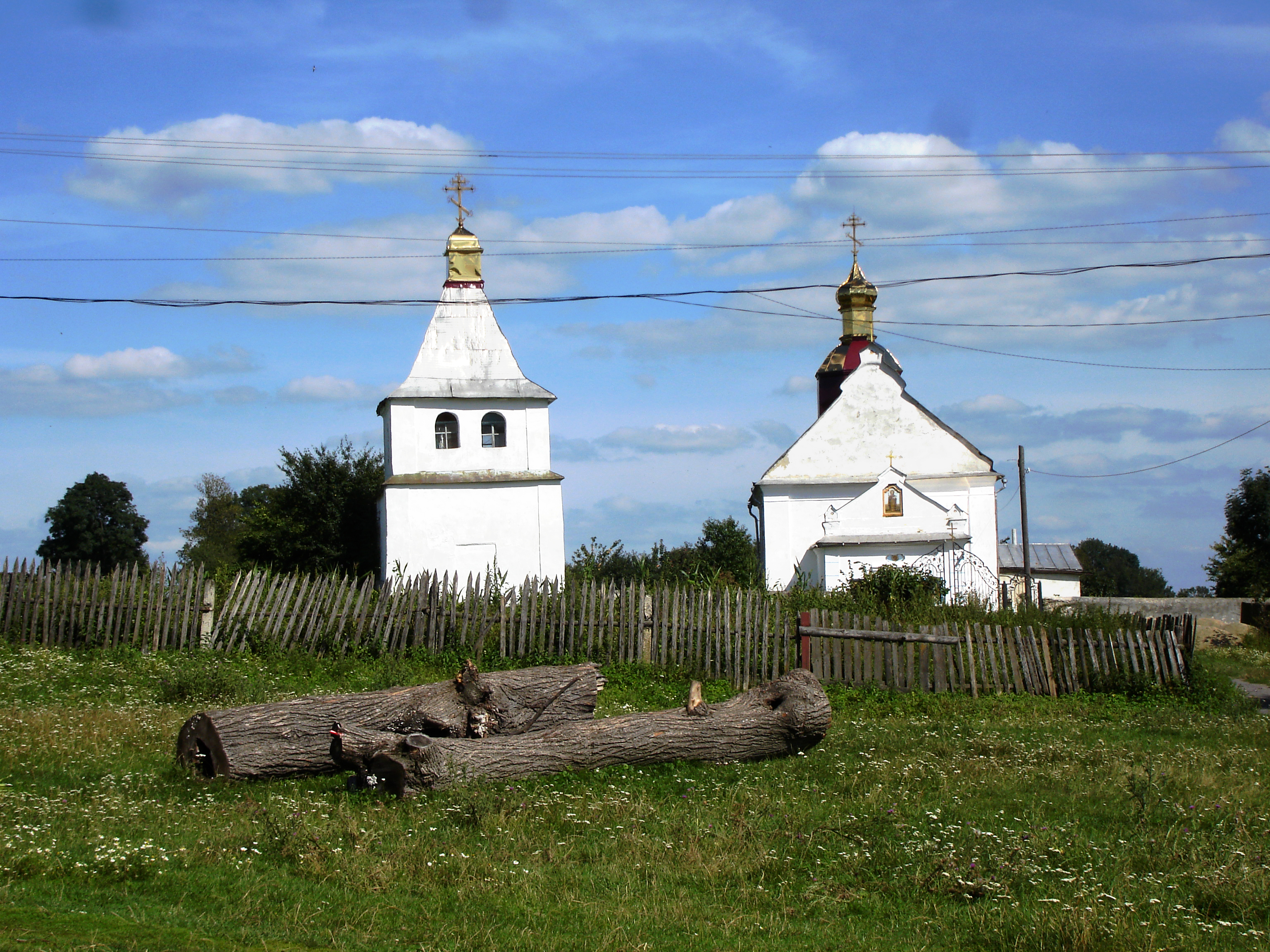
Звонница церкви Параскевы